# Політичні репресії за президентства Януковича
Політичні репресії за президентства Януковича — дії влади, спрямовані на переслідування політиків, громадських активістів, культурних діячів в Україні з лютого 2010 року, від часу набуття президентських повноважень Віктором Януковичем і до його відставки у лютому 2014 року.

## Українська справа істориків

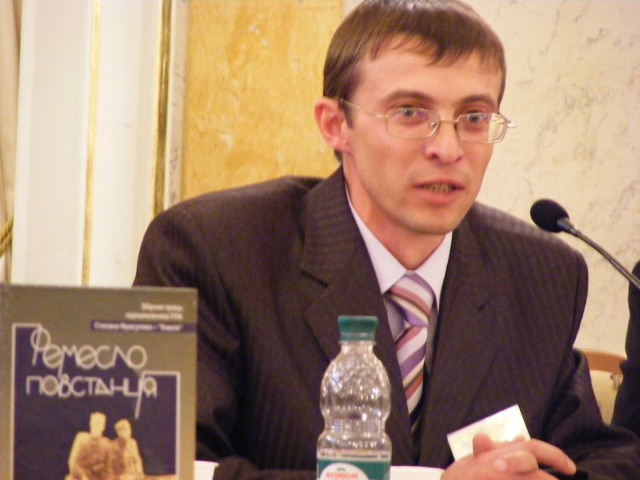
Руслан Забілий.

Затримання співробітниками СБУ вранці 8 вересня 2010 року директора Центру досліджень визвольного руху та Національного музею-меморіалу жертв окупаційних режимів «Тюрма на Лонцького» Руслана Забілого без жодної санкції суду та з численними порушеннями процесуального законодавства стало початком так званої «Української справи істориків». У дослідника було вилучено ноутбук і два зовнішні жорсткі диски, на яких, окрім наукових праць Руслана Забілого, містилися електронні копії історичних матеріалів та архівних документів, що не становлять і згідно із законодавством не можуть становити державну таємницю. Допит тривав протягом 14,5 годин. 9 вересня 2010 року проти Забілого було порушено кримінальну справу за фактом готування до розголошення співробітником СБУ відомостей, що становлять державну таємницю, тобто за ознаками злочину, передбаченого ч.1 ст. 15, ст. 328 Кримінального кодексу України нібито на підставі того, що він мав на «меті передачу третім особам несанкціоновано зібраних відомостей, що становлять державну таємницю». Після цього співробітниками СБУ було обшукано кабінети істориків Національного музею-меморіалу жертв окупаційних режимів «Тюрма на Лонцького» й вилучено два ноутбуки, один жорсткий диск, паперові копії історичних документів. Вилучено також відеосвідчення дисидентів, записані дослідниками протягом 2009–2010 років. Справі Руслана Забілого надано гриф «Цілком таємно». На захист Руслана Забілого висловилися кілька сотень вчених із всього світу та правозахисні і громадські організації.
16 лютого 2011 року Руслана Забілого повісткою було викликано на допит в СБУ, що тривав цього разу впродовж 5 годин. Після п'яти місяців експертизи співробітники СБУ зацікавилися навчальними матеріалами кадебістів та інформацією про діяльність радянських спецслужб у Прибалтиці, завантаженими істориком з європейського сайту KGB documents online. Переймалися історією України, різноманітними аспектами наукових досліджень Руслана Забілого, особливостями музейної роботи, особистими контактами історика з іншими дослідниками.

## Репресії проти Юлії Тимошенко та її соратників, членів уряду Тимошенко
Найбільшого резонансу у світі набула карна справа супроти лідера української опозиції Юлії Тимошенко. Підтримку Тимошенко висловили: генсек ООН Пан Гі Мун, Держсекретар США Гілларі Клінтон, канцлер ФРН Ангела Меркель, прем'єр-міністр Великої Британії Девід Кемерон, міністри закордонних справ Франції, Британії, Німеччини (Ґідо Вестервелле), Швеції (Карл Більдт) та інших країн Євросоюзу; лідер «Європейської народної партії» Вільфрід Мартенс; сенатор Джон Маккейн; керівники Євросоюзу: Жозе Баррозу, Герман ван Ромпей, президент Європарламенту Єжи Бузек; комісари Євросоюзу, які відповідають за питання безпеки та співробітництва Штефан Фюле та Кетрін Ештон.
Генеральна прокуратура України звинувачує Юлію Тимошенко:
- В перевищенні влади і службових повноважень під час закупівлі під гарантію уряду і ввезення на територію України автомобілів «Опель Комбо», які були передані в кількості Одна тисяча для потреб «медичних закладів в сільській місцевості». Автомобілі було закуплено за ціною 12.5 тис. євро (вартість автомобілів не викликає претензій прокуратури); Тимошенко звинувачують в тому, що закупка автомобілів не була передбачена держбюджетом (хоча, з іншого боку, автомобілі закуповувалися в кредит, з оплатою вже в 2010 році).
- Крім того, Тимошенко висунуто звинувачення у нецільовому використанні 180 млн і 200 млн євро, які Україна одержала за Кіотським протоколом — порушення полягає в тому, що Тимошенко (в рік світової кризи) перерахувала ці кошти в Пенсійний фонд України, й вони пішли на виплату пенсій; а згідно з Кіотським протоколом на них потрібно було висаджувати ліси. Тимошенко вважала здобуття цих коштів заслугою свого Уряду, оскільки саме «Уряд Тимошенко» зміг вперше, серед інших урядів України, отримати ці Кіотські гроші.
- Також на початку квітня 2011 Генпрокуратура порушила проти Тимошенко справу за фактом перевищення влади і службових повноважень під час укладення газових контрактів з Росією у 2009 році.[7] Як запобіжний захід з Юлії Тимошенко була взята підписка про невиїзд, що серйозно обмежило її можливість пересуватися країною і за кордон та спілкуватися з людьми.

9 червня 2011 на сесії в Страсбурзі Європарламент висловив власну оцінку, прийнявши резолюцію про ситуацію в Україні «Справи Юлії Тимошенко та інших членів колишнього уряду». Зокрема у заяві зазначено що Європардамент «стурбований зростанням виборчого переслідування фігур політичної опозиції в Україні, а також застосуванням непропорційних заходів, зокрема, у випадках пані Тимошенко і пана Луценка, колишнього міністра внутрішніх справ». Європарламент наголосив на важливості забезпечення прозорості розслідувань і судових процесів, а також застеріг від будь-якого використання кримінального законодавства для досягнення політичної мети. У резолюції зазначається, що триваюче розслідування стосовно визначних політичних лідерів України не має заважати їм брати активну участь у політичному житті країни і в міжнародних зустрічах.
З 5 серпня 2011 року — Юлія Тимошенко перебуває в ув'язнені; вона засуджена по «газовій справі» на 7 років.
Карні справи супроти Тимошенко — стали головною причиною зриву підписання Угоди між Україною та Євросоюзом про зону вільної торгівлі та асоціацію між Україною та ЄС (підписання було намічено на 19.12.2011, але відкладене на невизначений термін — до вирішення питання з політичними репресіями супроти Тимошенко та її соратників, серед яких найчастіше називають Юрія Луценка).

#### Відновлення справи ЄЕСУ
12 жовтня 2011 року, генпрокуратура України заявила про намір ініціювати відновлення кримінальних справ (які були закриті в 2003–2005 роках) щодо родичів Тимошенко (Олександр Тимошенко, Геннадій Тимошенко); та співробітників корпорації «Єдині енергетичні системи» (по справі ЄЕСУ щодо постачання будматеріалів в Росію в 1996–1997 роках): Євген Шаго, Антоніна Болюра, Лідія Сокольченко.
6 січня 2012 чоловік Юлії Тимошенко Олександр отримав політичний притулок у Чехії. В травні 2012 року свекор Юлії Тимошенко — Геннадій Тимофійович Тимошенко — помер, Юлії Тимошенко не дали дозвіл на участь у похоронах свекра.

### Репресії щодо соратників Тимошенко з 2010 року
Починаючи з травня 2010 року, було відкрито ряд справ супроти Юлії Тимошенко та її соратників. Станом на грудень 2011 року, через арешти вже пройшли біля півтора десятка соратників з «Кабміну Тимошенко»; половина з них перебуває в СІЗО по 8-12 місяців. В основному їм пред'явлено звинувачення в перевищенні службових повноважень :

1) Прем'єр-міністр — Юлія Тимошенко.

2) Міністр внутрішніх справ — Юрій Луценко.

3) Міністр оборони — Валерій Іващенко.

4) Міністр економіки — Богдан Данилишин.

5) Міністр природних ресурсів — Георгій Філіпчук.

6) Заступник міністра юстиції — Євген Корнійчук.

7) Голова митної служби України — Анатолій Макаренко.

8) Голова регіональної митниці — Шепітько.

9-10) Голова Державного казначейства України — Тетяна Слюз, заступник голови — Тетяна Грицун.

11-12) Заступник голови «Нафтогазу» (державна монополія з торгівлі нафтою і газом) — Ігор Діденко. Марія Кушнір — заступник головного бухгалтера «Нафтогазу».

13) Міністр регіонального розвитку та будівництва (і колишній мер Львова) — Куйбіда.

14) Губернатор (керівник держадміністрації) Дніпропетровської області (колишній міністр транспорту і зв'язку) — Бондар.

15-41) Інші персоналії — див. у статті Карні справи щодо соратників Тимошенко з 2010 року.
Кількох посадовців неодноразово викликали на допит, щоб відкрити кримінальну справу, зокрема Першого віце-прем'єр міністра Турчинова, але справи не були відкриті.

#### Докладніше по персоналіях
Валерій Іващенко, колишній заступник міністра і виконувач обов'язків міністра оборони, перебуває під вартою з 21 серпня 2010 року. За звинуваченням, Іващенко у листопаді 2009 року погодив план санації щодо реалізації цілісного майнового комплексу держпідприємства Міноборони «Феодосійський судномеханічний завод», і у результаті таких дій державі, ніби-то, було завдано збитків на суму понад 17 мільйонів гривень. Проте, суддя, яка затвердила план цієї санації ухвалою суду, до відповідальності не була притягнута.
Анатолій Макаренко у 2009 році очолював Державну митну службу, яка провела розмитнення газу «РосУкрЕнерго». У 2010 щодо Макаренка було порушено кримінальну справу за статтею «службова недбалість». Макаренко був затриманий 23 червня 2010 року в рамках розслідування кримінальної справи про завдання збитків України за результатами розгляду позову компанії «РосУкрЕнерго» до НАК "Нафтогаз України" в Стокгольмському арбітражі.
Колишній перший заступник НАК «Нафтогаз України» Ігор Діденко був арештований в липні 2010 року. Арешт провели в рамках кримінальної справи про розтрату газу, що належить компанії «РосУкрЕнерго», і його розмитненні в лютому-березні 2009 року (розмитнення було виконано на підставі державних договорів між Україною та Росією).
Генпрокуратура у серпні 2010 року порушила кримінальну справу проти екс-міністра економіки уряду Юлії Тимошенко Богдана Данилишина за фактом завдання Данилишиним збитків державі на 4,5 мільйона гривень від непроведення тендеру при будівництві в аеропорту Бориспіль. Данилишин був оголошений у міжнародний розщук і був затриманий Інтерполом у Празі 18 жовтня 2010 року. 14 січня 2011 року Данилишин отримав політичний притулок у Чехії і його було звільнено з-під варти.
Георгій Філіпчук займав посаду міністра охорони навколишнього природного середовища України з грудня 2007 по березень 2010 року. Філіпчук був затриманий у Києві 14 грудня 2010 року за підозрою у зловживанні службовим становищем. 18 грудня Печерський районний суд Києва обрав йому міру запобіжного заходу у вигляді утримання під вартою.
Колишній керівник МВС Юрій Луценко був затриманий 26 грудня 2010 року. Юрія Луценка звинуватили за трьома епізодами:
- за використання державних коштів на оренду палацу «Україна» в 2008 та в 2009 роках з метою проведення там нагородження міліціонерів та святкового концерту до Дня міліції;
- за нарахування водію міністра Луценка — Леоніду Приступлюку — офіцерської пенсії (свідки на процесі Луценка — одноголосно вказують, що порядок нарахування пенсії Приступлюку був традиційний, не відрізнявся від порядку, який існував при попередніх міністрах);
- неправомірне стеження за фігурантом справи про отруєння Ющенка.

3 липня 2012 року, Європейський суд з прав людини визнав, що арешт Юрія Луценка був неправомірним й політично вмотивованим. Але треба підкреслити, що це рішення суду — не торкалося питання самих карних справ Луценка, а розглянуло лише питання «неправомірності його арешту».
7 квітня 2013 року Луценко був несподівано звільнений від відбування покарання — омбудсмен України написала прохання про помилування, на підставі цього прохання президент Янукович видав Указ «Про помилування» № 197/2013.

#### Репресії щодо деяких партій та рухів
Серед учасників «Податкового Майдану-2010» були дві групи, одна з яких визнавала Тимошенко лідером опозиції, а інша — ні:
- група лідера «Податкового Майдану» Олександра Данилюка (та його організація «Спільна справа») визнавала лідером опозиції Тимошенко; ця група закликала не тільки до «ветування нового Податкового кодексу», а й до відставки Кабміну Азарова, до перевиборів парламенту та президента;
- група Оксани Продан не висувала політичних вимог, а їхні «економічні вимоги» були поміркованими.

Після розгону «Податкового Майдану-2010» саме члени «групи Данилюка» зазнали репресій: наприкінці 2010 року та напочатку 2011 року — було ув'язнено вісім представників руху підприємців «Спільна справа», які проводили «Податковий Майдан 2010 року» в співпраці з Тимошенко.

### Оцінки в Україні та світі
По жодному з вказаних арештів — генпрокуратура України не звинувачує посадовців «уряду Тимошенко» в «привласненні коштів», здебільшого їм висунуті звинувачення «в перевищенні повноважень». Українська опозиція (політичні сили Тимошенко, «Народна самооборона» Луценка, «Спільна справа» Данилюка), а також міжнародна спільнота (уряди країн Євросоюзу, США, Канади, Росії), правозахисні організації — вважають ці переслідування політичними. Але інша частина опозиції в Україні, так звані партії «проти всіх» (політичні сили Ющенка та УНП) вважають, що в діях Тимошенко та її Кабміну — існували підстави для кримінального переслідування. У 2010—2011 роках політичні експерти констатували наявність глибокого розколу в опозиції. На позиціях «проти всіх» до осені 2011 року стояли також політичні партії Гриценка, Тягнибока, партія Яценюка, партія Віталія Кличка, і лише після ув´язнення та засудження Тимошенко вказані партії стали визнавати політичний характер переслідування Тимошенко та її соратників.

### Відомства, які ведуть вказані карні справи
Вказані карні справи розслідуються в основному слідчими СБУ та генпрокуратури України.
4 листопада 2010 президент Віктор Янукович призначив Віктора Пшонку генеральним прокурором України. Раніше цього дня Верховна Рада дала згоду на призначення В. Пшонки генпрокурором. За проголосували 292 депутати. При розгляді цього питання в залі був присутній президент Віктор Янукович. Після призначення Пшонки — переслідування опозиції стали проводитися ще активніше. Безпосередньо вказані карні справи курує перший заступник генпрокурора Рінат Кузьмін.
28 серпня 2011 року (вже після ув'язнення Тимошенко) — керівнику СБУ Хорошковському присвоєне позачергове звання «генерал армії», хоча до того (як заявив екс-міністр МВС Луценко) Хорошковський не мав навіть погонів єфрейтора.

## Справа про пам'ятник Сталіну в Запоріжжі
5 травня 2010 року на території Запорізького обкому КПУ було незаконно  [Архівовано 19 березня 2013 у Wayback Machine.] встановлено пам'ятник Сталіну.
28 грудня 2010 року бюст було пошкоджено, йому відрізали голову. Відповідальність за скоєне взяла на себе націоналістична організація «Тризуб».
У новорічну ніч 31 грудня 2010 невідомі підірвали пам'ятник Сталіну  [Архівовано 23 лютого 2014 у Wayback Machine.].
2011 року комуністи знову встановили бюст Сталіну на подвір'ї свого обкому.
12 грудня 2011 Жовтневий райсуд Запоріжжя виніс вирок «тризубівцям» у справі про пошкодження пам'ятника Йосипу Сталіну. Роман Хмара отримав 3 роки з відстрочкою 3 роки, Василь Лабайчук — 3 (відстрочка 1), Едуард Андрющенко — 2 (відстрочка 1), Пилип Таран — 3 (відстрочка 1), Юрій Пономаренко — 3 (відстрочка 3), Василь Абрамів — 3 (відстрочка 2), Анатолій Онуфрійчук — 2 (відстрочка 1), Олексій Зануда — 3 (відстрочка 2), Віталій Вишнюк — 3 (відстрочка 1). Також суд постановив відшкодування матеріальних збитків на суму 109 820 гривень.

## Репресії проти представників мас-медіа
12 січня 2011 року співробітниками МВС було проведено обшук у помешканні відомої інтернет-журналістки Олени Білозерської. Згідно з постановою суду, обшук проводився в рамках кримінальної справи, порушеної за фактом спроби підпалу офісу Партії регіонів у Києві. Обшук тривав протягом 6 годин, після чого журналістку було доправлено на допит:
|  | «Перерили квартиру догори дном, конфіскували всю техніку, а саме - системний блок, нетбук, принтер, сканер, фотоапарат, відеокамеру, усі можливі флешки і всі жосткі і компакт-диски, навіть із фільмами, диктофон, і навіть стареньку "мильничку" батька. Тобто, повністю позбавили мене можливості працювати. Після допиту мені повернули мобільні телефони, принтер, сканер і ще кілька дрібних речей, але не повернули головне - комп'ютер, нетбук, фотоапарат і відеокамеру, без чого я реально не можу працювати» |

, — розповіла журналістка у своєму блозі.
На думку правозахисників своїми діями стосовно Олени Білозерської співробітники МВС грубо порушили закон.
14 січня 2011 року міністр МВС Анатолій Могильов, під час свого виступу в українському парламенті, пояснив ситуацію в справі обшуку у помешканні журналістки:
|  | Тепер це, що стосується Білозір, мовляв, цікавий, взагалі непересічний у вас шлях. Дивіться, в лютому минулого року на центральних вулицях Києва ось тут закидають крамницю димовими шашками і лампочками з фарбою. Через деякий час з'являється на блозі журналістки Білозір, як ви кажете, з'являється картинка з усім цим наробленим. Закономірне питання, спитати її, матеріали, що вона знімала і з'ясувати дане питання. Послідовно? Цілком. Не закономірно? Тако, згідно з діючим Кримінально-процесуальним кодексом там нема окремої графи «журналіст», а там написано, що міліція зобов'язана з'ясувати всіх осіб, які можуть дані дати про це. Це другий з ним епізод. Тепер епізод останній згідно з цим фактом. 1 січня о пів на другу ночі кидають пляшку з запалювальною сумішшю до квартири на першому поверсі житлового будинку, відмітьте, житлового будинку з запалювальною сумішшю. Це офіс однієї з партій, я не буду казати якої, щоб реклами не робити. Підпалює цю річ. Через дві години з'являється відеозапис цього кидка. Встановлюємо це повідомлення, зйомка ця надійшла з сайту громадянки Білозір. Послідовно в неї попросити світлини, документи, тому що вона знімала… Послідовно чи ні? Послідовно. Тепер, коли вилучають у неї інформацію, я може бути, мовляв, в рамках… розповість дещо інше. Я вам розказую, на сайтах, які вилучили там в неї, вилучаємо — інструкція з виготовлення напалму. В неї на сайті на її. Оригінальний текст (рос.) Теперь то, что касается в отношении Билозир, так сказать, интересный, вообще оригинальный путь у вас. Смотрите, в феврале прошлого года на центральных улицах Киева вот здесь забрасывают магазин дымовыми шашками и лампочками с краской. Через какое-то время появляется на блоге журналистки Билозир, как вы говорите, появляется картинка со всем этим делом. Закономерный вопрос, спросить ее, материалы, что она снимала и выяснить данный вопрос. Закономерно? Вполне. Не закономерно? Значит так, в соответствии с действующим Уголовно-процессуальным кодексом там нет отдельной графы «журналист», а там написано, что милиция обязана установить все лица, которые могут данные дать об этом. Это второй с ним эпизод.Теперь эпизод последний по этому факту. 1 января в полвторого ночи забрасывают бутылку с зажигательной смесью в квартиру на первом этаже жилого дома, заметьте, жилого дома бутылку с зажигательной смесь. Это офис одной из партий, я не буду говорить какой, чтобы рекламу не делать. Поджигает эту вещь. Через два часа в интернете появляется видеозапись этого броска. Устанавливаем, это сообщение, съемка эта пришла с сайта гражданки Билозир. Закономерно у нее попросить фотографии, документы, потому что она снимала … Закономерно или нет? Закономерно. Теперь, когда изымают у нее информацию, я может быть, так сказать, в рамках… расскажет несколько иное. Я вам рассказываю, на сайтах, которые изъяли там у нее, изымаем – инструкция по изготовлению напалма. У нее на сайте на ее. |

## Переслідування українських письменників
Прикладом ставлення влади до інакомислення, висловленого в художній формі, можна назвати історію залучення правоохоронних органів до кампанії психологічного тиску на письменницю Марію Матіос, відому своїми патріотичними висловлюваннями. Так, 17 грудня 2010 року з посиланням на доручення Генеральної прокуратури України працівники Шевченківського райвідділу внутрішніх справ м. Львова нібито розшукували «громадянку Марію Матіос» у приміщенні львівського видавництва «Піраміда» з метою вилучення з продажу її книги «Вирвані сторінки з автобіографії». Також 11 січня 2011 року працівник міліції Печерського району у м. Києві робив обхід 9-поверхового будинку, розшукуючи «громадянку М. Матіос», як розшукують злочинців, демонструючи мешканцям розпорядження Генерального прокурора та ксерокопії сторінок її книжки. Ці випадки нагадують стиль роботи КГБ брежнєвських часів, коли безпідставні, надумані звинувачення пускалися в хід для організації кампаній цькування українських дисидентів.

## Протестна акція «Спасибі жителям Донбасу»
Влітку та восени 2011 року футбольні вболівальники київського «Динамо» на декількох матчах скандували з трибун гасло «Спасибо жителям Донбаса за президента-пидораса». На початку вересня 2011 року київська фірма «ProstoPrint» (директор Денис Олійников) виготовила футболки з написом «Спасибо жителям Донбасса за ананаса» та з написом «Не бійся!»; а 15 вересня 2011 року вони безкоштовно роздавали ці футболки на Майдані Незалежності в Києві.
Денис Олійников заявив: фраза «Спасибо жителям Донбасса…» примусила людей на Сході України замислитись щодо свого вибору. Дійсно, ця акція проходила в умовах, коли йшли суди над лідерами опозиції, коли міліція заблокувала навіть святкову колону опозиції на День незалежності (24 серпня 2011), а згодом (в день винесення вироку Тимошенко 11 жовтня 2011 року) на Хрещатик було стягнуто рекордну кількість міліції та спецназу внутрішніх військ (за офіційною заявою МВС — 4.5 тисяч, яких доставили 90 автобусів).
Влада відповіла такими діями: був зареєстрований тиск на футбольних фанів, офіс фірми «ProstoPrint» був розгромлений міліцією та податківцями (хоча ніяких порушень щодо податків не виявили, але обладнання фірми було реквізовано або зламано). Один з активістів (Андрій Орест), який брав участь у роздачі тих футболок на Майдані Незалежності, після мітингу, неподалік від Майдану Незалежності був поранений в руку пострілом з пістолета. Денису Олійникову довелося (разом з дружиною та двома дітьми) негайно виїхати до Хорватії, де він отримав політичний притулок, та проживає досі. Дениса Олійникова називають «першим неполітиком сучасної України, який отримав політичний притулок». А фраза «Спасибо жителям Донбасса» увійшла в трійку лідерів серед запитів в пошуковій системі Google в Україні за 2011 рік.